# Mateusz Rudyk
Mateusz Rudyk (ur. 20 lipca 1995 w Oławie) – polski kolarz torowy, brązowy medalista mistrzostw świata w sprincie indywidualnym.
W 2016 zdobył złoty medal w sprincie drużynowym na Mistrzostwach Europy w Yvelines. W 2019 zdobył brązowy medal w sprincie podczas Mistrzostw Świata w Kolarstwie Torowym w Pruszkowie oraz brązowy medal w sprincie podczas Mistrzostw Europy w Apeldoorn.
Zwycięzca klasyfikacji generalnej Pucharu Świata w sprincie w sezonach 2017/2018 i 2019/2020.
Jego ojciec, Zbigniew Rudyk także był kolarzem. Kolarstwo uprawia również jego młodszy brat, Bartosz Rudyk.

## Najważniejsze osiągnięcia
2016
- 1. miejsce w mistrzostwach Europy - sprint drużynowy

2019
- 3. miejsce w mistrzostwach świata - sprint
- 3. miejsce w mistrzostwach Europy - sprint

2021
- 3. miejsce w mistrzostwach Europy - sprint drużynowy

2023
- 2. miejsce w mistrzostwach Europy - sprint

2024
- 3. miejsce w mistrzostwach Europy - sprint drużynowy
- 2. miejsce w mistrzostwach Europy - sprint
- 2. miejsce w mistrzostwach Europy - keirin
- 5. miejsce w igrzyskach olimpijskich - sprint

## Odznaczenia
- Medal 100-lecia Odzyskania Niepodległości – 2019[4]